# Мечеть Амра (Каїр)

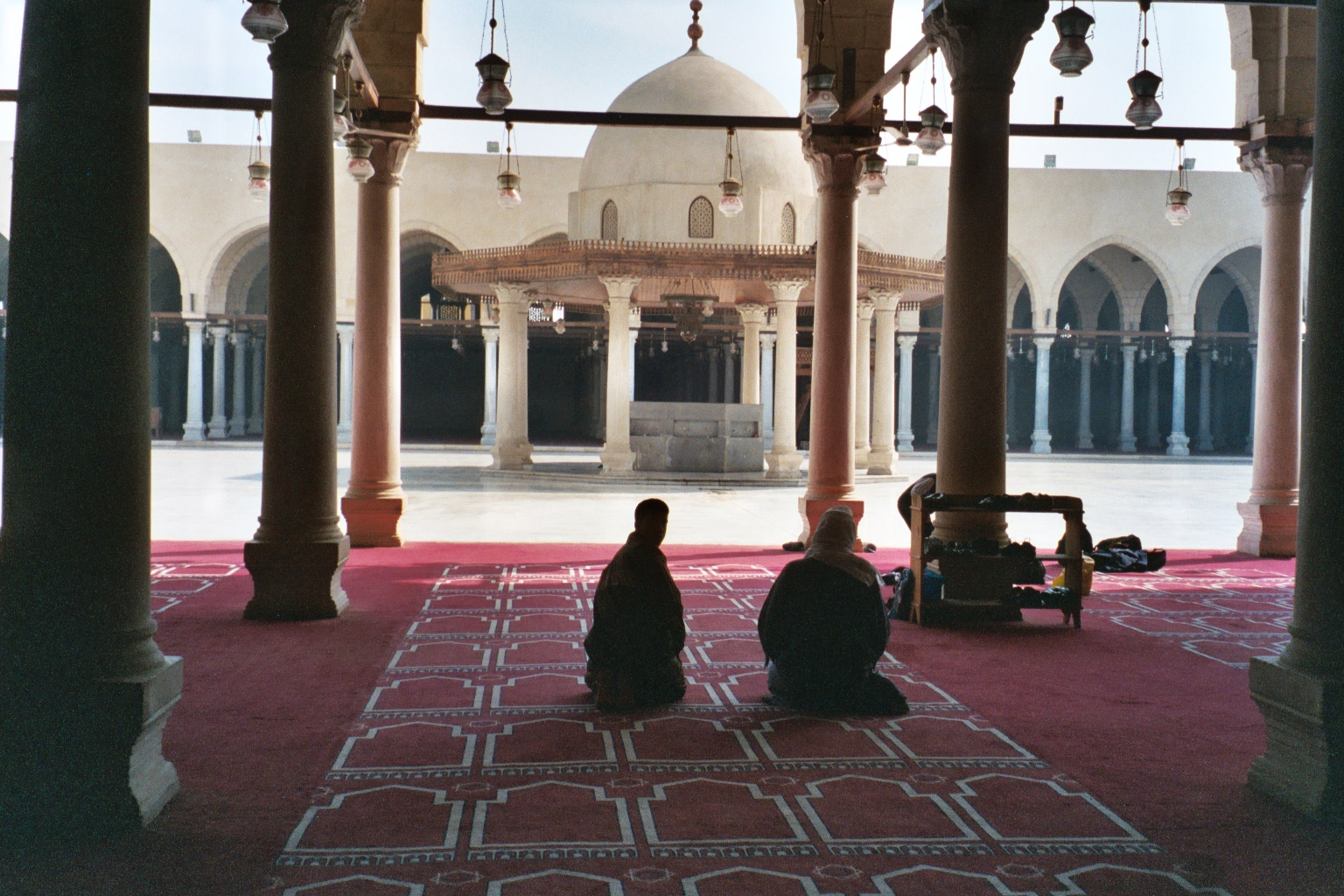
Інтер'єр

Мечеть Амра ібн аль-Аса (араб. جامع عمرو بن العاص‎) — найдавніша мечеть міста Каїра і всього Єгипту, а також перша за часом зведення мечеть у всій Африці; старовинний культовий осередок давнього Фустата (тепер Старий Каїр), звідки іслам поширився на африканський континент.

## Архітектура та зовнішній вигляд
У своєму сучасному вигляді (результат численних перебудов) Мечеть Амра займає площу 110 Х 120 метрів. Вона міє відкрите подвір'я, обнесене колонадою, до якого примикає колонна зала.
Усередині колонної зали — міхраб, вкритий різьбленим стуком. У залі мечеті понад сто мармурових колон з різьбленими капітелями коринфського ордеру. Колони, імовірно, були перенесені в мечеть з римських і візантійських будівель. Про це, зокрема свідчить той факт, що для того, щоб зрівняти висоту колон, їх поставили на мармурові куби різних розмірів.
З південно-західного боку мечеті, праворуч від входу, збереглись залишки давнішого мінарету. 
Попри пізніші переробки і реконструкції, мечеть Амра зберегла у своєму зовнішньому вигляді велич та стриманість, притаманні ранньомусульманській архітектурі. Якщо від первинного вигляду Мечеті Амра нічого не залишилось, пізніші архітектурни деталі можна розгледіти — так, деякі з архітравів уздовж південного підмурку мечеті, імовірно, відносяться до відновлювальних робіт ІХ століття.

## Історія

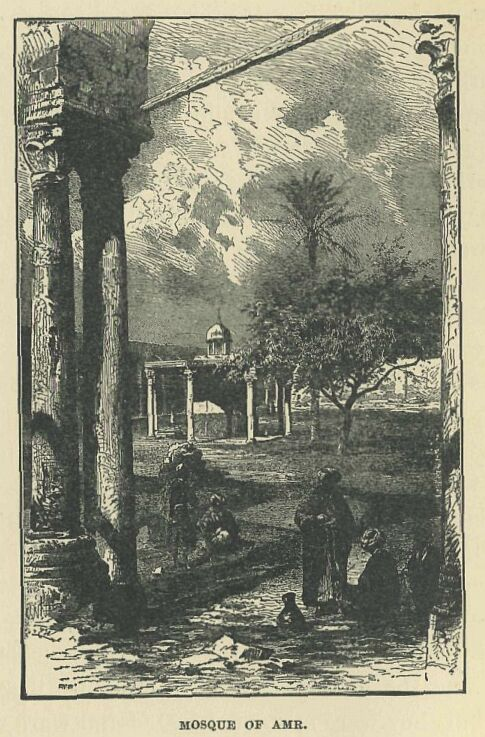
Малюнок мечеті Амра у кн.: History of Egypt, 1903-1906

Мечеть Амра ібн аль-Аса названо на честь ватажка війська арабів-завойовників, і вона була споруджена 641 року на місці, де стояв намет воєноначальника.
Початково мечеть було складено з цегли-сирця, вона мала гравієву долівку, а покрівлю, яку підтримували пальмові стовбури, було вкрито пальмовим листям і циновками та обмазано глиною. Культова споруда була дуже простої форми — прямокутник 29 х 17 метрів, і являла собою по суті низький навіс з колонами-пальмовими стовбурами. Спочатку споруда не мала жодних оздоб (декору) й не мала мінаретів.    
В одному з закутків первинної мечеті Амра містилась могила сина Амра ібн аль-Аса на ім'я Абдулла. Мечеть надавала значне молитовне місце для армії Амра, але тут не лише справляли релігійні відправи, а й збирались військові й політичні наради з важливих питань.
У подальшому мечеть зазнала численних перебудов і реконструкцій (особливо до IX століття), а також стала значним релігійним осередком поширення ісламу в Єгипті. 
Так, уже в 673 мечеть завдяки старанням Муавії I стала кам'яницею, а також отримала 4 мінарети у кожному з кутів культової споруди.
У 827 мала вже 7 нових проходів з галереями колон, збудованих навпроти стіни, що вказувала на кіблу. У тому ж IX столітті мечеть було розширено Халіфом Мамуном фактично до теперішніх розмірів.
У 1169 мечеть, як і весь Фустат, були зруйновані візиром Єгипту Шаваром, щоб не здати його в руки хрестоносців. Вже за 10 років (1179) Саладін, який переміг хрестоносців і узяв владу в свої руки, відновив Мечеть Амра.
Мечеть піддавалась руйнації і у XVIII столітті — спершу її зруйнував, а потому, 1796 року, безпосередньо перед прибуттям Наполеонівської французької експедиції, відновив один із мамлюцьких правителів Єгипту Мурад Бей. Тоді число рядів колон було скорочено з 7 до 6, була дещо змінена структура споруди, імовірно, були зведені нові мінарети.
Нову реконструкцію здійснено в 1875 за правління єгипетського хедива Мухаммеда Алі.
У ХХ столітті за часів урядування Аббаса II у Мечеті Амра також проводились відновлювальні роботи. А у 1980-х роках було здійснео реставрацію входу мечеті.
У теперішній час найдавніша мечеть Каїра, Єгипту і Африки (хоча і не зберігає нічого від первинного вигляду середини VII століття) лишається діючою мечеттю, визначним культовим осередком. Вона також, на відміну від загального правила, є відкритою для відвідування туристами, в т.ч. і неправовірними.

## Галерея

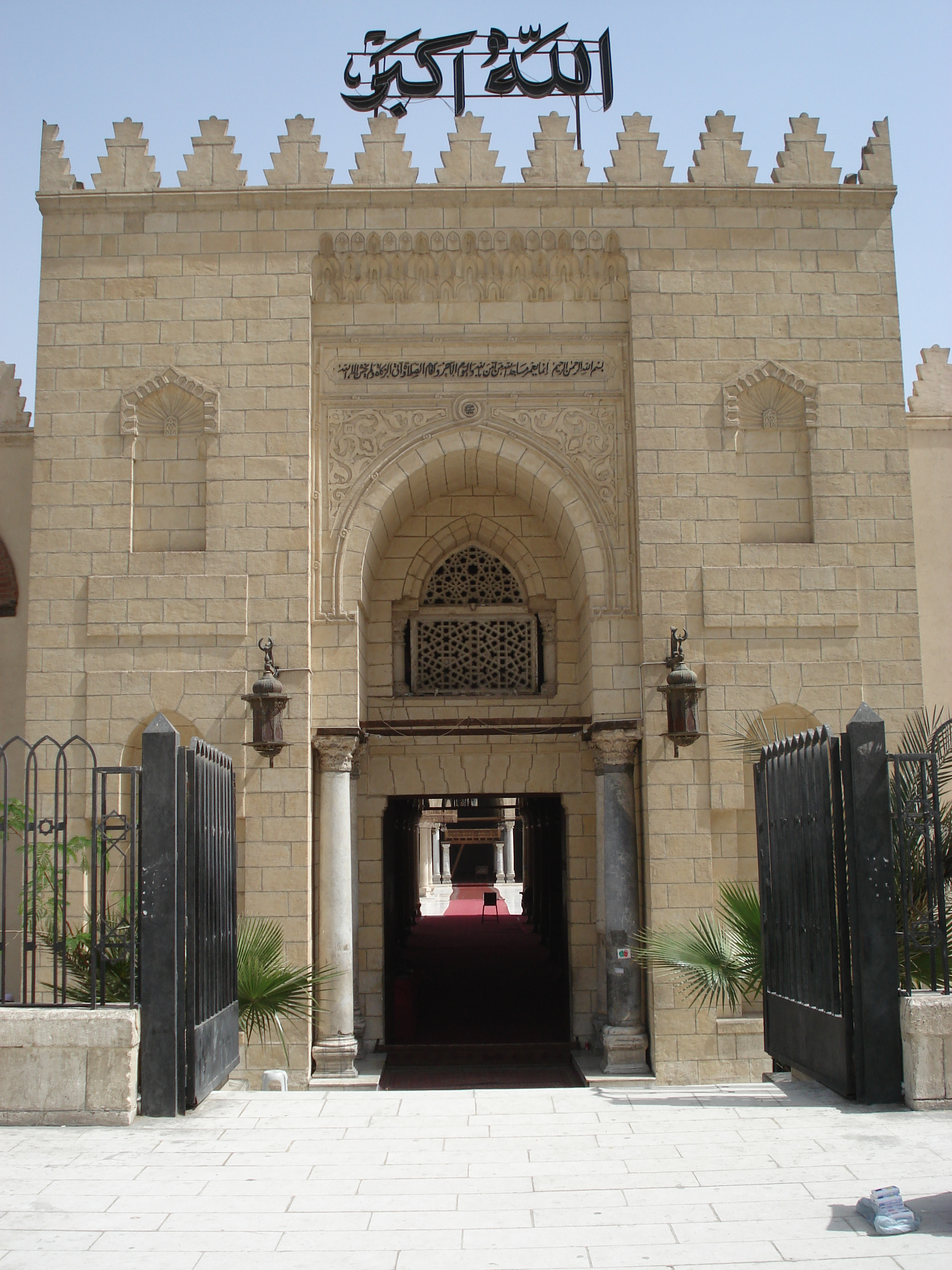
Вхід до Мечеті Амр ібн аль-Аса
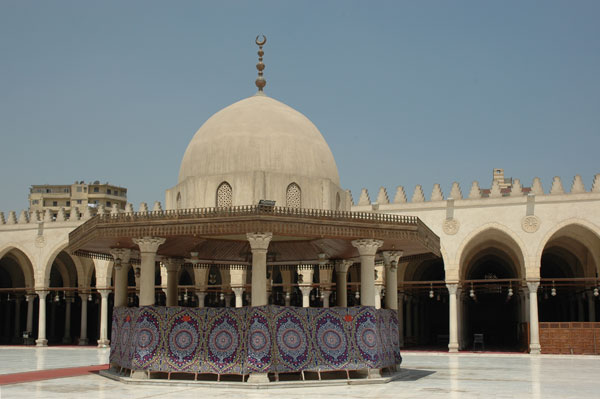
Фонтан для омовінь (сабіль) мечеті
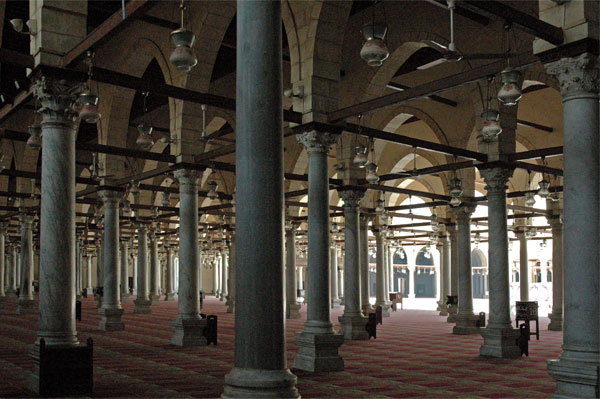
Молитовний простір
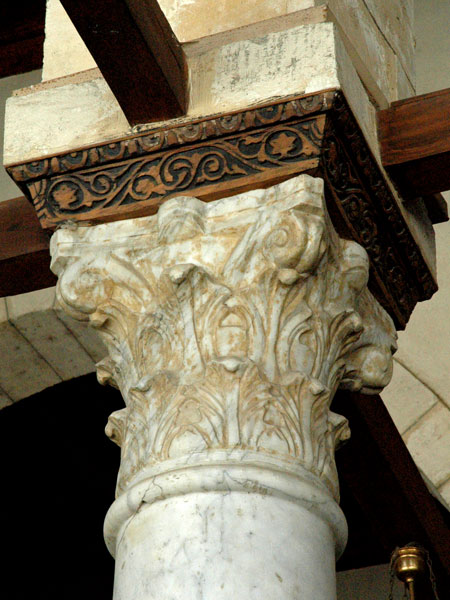
Фрагмент декору — капітель колони